# Гірі (округ, Канзас)
Шаблон:StateAbbr_ 38°54′31″ пн. ш. 96°45′08″ зх. д. / 38.908611111111° пн. ш. 96.752222222222° зх. д.
Ґі́рі (англ. Geary County) — округ (графство) у штаті Канзас, США. Ідентифікатор округу 20061.

## Історія
Округ утворений 1855 року.

## Демографія
За даними перепису
2000 року
загальне населення округу становило 27947 осіб, зокрема міського населення було 23999, а сільського — 3948.
Серед мешканців округу чоловіків було 13784, а жінок — 14163. В окрузі було 10458 домогосподарств, 7578 родин, які мешкали в 11959 будинках.
Середній розмір родини становив 3,07.
Віковий розподіл населення поданий у таблиці:
| Стать    | До 15 років | 15-21 | 22-29 | 30-39 | 40-49 | 50-65 | 65-85 | Понад 85 |
| -------- | ----------- | ----- | ----- | ----- | ----- | ----- | ----- | -------- |
| Чоловіки | 3611        | 1614  | 2082  | 2048  | 1825  | 1523  | 999   | 82       |
| Жінки    | 3434        | 1693  | 1975  | 2026  | 1836  | 1646  | 1333  | 220      |

## Суміжні округи
- Райлі — північ
- Вабонсі — схід
- Морріс — південь
- Дікінсон — захід
- Клей — північний захід

## Виноски
1. ↑  U.S. Decennial Census. United States Census Bureau. Архів оригіналу за 26 квітня 2015. Процитовано 24 липня 2014.
2. ↑  Historical Census Browser. University of Virginia Library. Архів оригіналу за 11 серпня 2012. Процитовано 24 липня 2014.
3. ↑  Population of Counties by Decennial Census: 1900 to 1990. United States Census Bureau. Архів оригіналу за 5 червня 2019. Процитовано 24 липня 2014.
4. ↑  Census 2000 PHC-T-4. Ranking Tables for Counties: 1990 and 2000 (PDF). United States Census Bureau. Архів оригіналу (PDF) за 18 грудня 2014. Процитовано 24 липня 2014.
5. ↑  State & County QuickFacts. United States Census Bureau. Архів оригіналу за 6 серпня 2011. Процитовано 24 липня 2014.(англ.) Наведено за англійською вікіпедією.
6. ↑  American FactFinder. Бюро перепису населення США. Архів оригіналу за 21 травня 2008. Процитовано 31 січня 2008.

| США | Це незавершена стаття з географії США. Ви можете допомогти проєкту, виправивши або дописавши її. |